# Ponzano di Fermo
Ponzano di Fermo é uma comuna italiana da região das Marcas, província de Fermo, com cerca de 1.581 habitantes. Estende-se por uma área de 14 km², tendo uma densidade populacional de 113 hab/km². Faz fronteira com Fermo, Grottazzolina, Monte Giberto, Monterubbiano, Petritoli.

## Demografia
| Variação demográfica do município entre 1861 e 2011                               |
|                                                                                   |
| Fonte: Istituto Nazionale di Statistica (ISTAT) - Elaboração gráfica da Wikipedia |